# Saxamar
Saxamar es una localidad ubicada en la comuna de Putre, Provincia de Parinacota que forma parte de la Región de Arica y Parinacota, al norte de Chile.
Se ubica a 162km de Arica, 86 km de Putre y unos 5 km al norte de Ticnamar si se sigue la Ruta A-31. Es un pequeño caserío dedicado al cultivo de orégano y alfalfa. Cuenta con una pequeña iglesia ubicada en la ribera del río Saxamar que posee figuras de madera tallada. En los alrededores se encuentran las ruinas del Pucará de Saxamar que data del siglo XII y las aguas termales de Chitune.
Los días 29 y 30 de agosto celebran allí la fiesta de la Virgen Santa Rosa de Lima, la patrona del lugar.
La iglesia tiene su historia. Hace unos 100 años se destruyó la iglesia antigua y la estatuilla de Santa Rosa y la de la Virgen Inmaculada se guardaron entonces en Ticnamar hasta que la pequeña comunidad de Saxamar pudo levantar una iglesia nueva en 1986 y luego, con gran pompa, trasladaron a las vírgenes a su pueblo en una larga procesión, gestión que llena de orgullo a quienes nacieron o vivieron allí. Como ocurre en otros poblados de la sierra con otros santos patrones, la devoción a Santa Rosa demuestra la fuerza del culto al ícono por encima del Dios cristiano y de su hijo.

## Toponimia
Según Mamani, la procedencia del topónimo "Saxamar" aún no ha sido determinado, es decir, no provendría del idioma aimara ni quechua, sino que probablemente de idiomas extinguidos tempranamente

## Atractivos Turísticos
- Pucará de Saxamar es un monumento histórico de carácter arqueológico a unos pocos km de Saxamar, en la confluencia de los ríos Ticanmar y Saxamar. Pertenece al conjunto de monumentos nacionales de Chile desde el año 1983 en virtud del Decreto supremo 83 del 19 de enero del mismo año; se encuentra en la categoría «Monumentos Históricos».

- Termas de Chitune son una fuente hipotermal de alto contenido arsénico, por lo que se califica como agua medicinal. La temperatura promedio es de 29.5 °C. No cuenta con infraestructura y es de difícil acceso.